# Wim Vandekeybus
Œuvres principales
What the Body Does Not Remember
Les Porteuses de mauvaises nouvelles
In the Spite of Wishing and Wanting
Blush
Sonic Boom
Wim Vandekeybus, né le 30 juin 1963 à Herenthout en Belgique, est un danseur et chorégraphe de danse contemporaine ainsi qu'un metteur en scène et réalisateur belge. Il est le fondateur en 1986 de la compagnie Ultima Vez.

## Biographie
Wim Vandekeybus est né et a grandi dans un environnement rural, à Herenthout dans la grande banlieue d'Anvers, son père étant vétérinaire,. Il commença à Louvain des études de psychologie qu'il ne finira jamais, mais gardera de cette période de sa vie le sens d'un lien entre corps et esprit.
En contact avec le metteur en scène flamand Paul Peyskens, il s'oriente alors vers une carrière artistique, et prend des cours de théâtre et de danse. En 1985, il auditionne pour Jan Fabre qui l'engage dans sa compagnie et où il sera pendant deux ans un des danseurs nus du spectacle The Power of Theatrical Madness.
À la suite de cette expérience, il se retire quelque temps à Madrid, où il fonde sa propre compagnie Ultima Vez, itinérante mais basée à Bruxelles, avec des danseurs inexpérimentés. Ensemble, ils créent le premier spectacle What the Body Does Not Remember, d'une énergie brutale et instinctive, qui restera la marque de fabrique de son langage chorégraphique : « une danse viscérale, hantée par la chute et le jaillissement, un univers mental sous pression de l'irrationnel ». Ce premier spectacle remporte un Bessie Award en 1988.
En 1989, Wim Vandekeybus est en résidence au Centre national de danse contemporaine d'Angers, où il crée Les Porteuses de mauvaises nouvelles. Suivront différents spectacles, notamment avec des danseurs aveugles. De 1993 à 1999, il est en résidence au Théâtre Royal Flamand puis, de 2000 à 2002, il est accueilli en tant que compagnie invitée du Théâtre de la commune de Ferrare. Wim Vandekeybus acquiert vers le milieu des années 1990 une reconnaissance mondiale alors que sa compagnie se produit sur les scènes les plus importantes.
Wim Vandekeybus a collaboré tout au long de sa carrière avec divers artistes, tels que les musiciens Thierry De Mey, Marc Ribot, David Eugene Edwards, Peter Vermeersch, Arno, David Byrne, Mauro Pawlowski, ou les plasticiens Jan Fabre, Octavio Iturbe qui signeront de nombreuses musiques ou décors de ses spectacles, le plus souvent créés au cours des répétitions avec la troupe. Il a collaboré également avec le danseur et chorégraphe Sidi Larbi Cherkaoui en 2002 pour le solo It.
Il réalise également des films issus de ses spectacles dont en particulier In Spite of Wishing and Wanting (2002) et surtout Blush (2005) qui reçut deux prix et fut sélectionné dans de nombreux festivals (dont la selection ACID du Festival de Cannes en 2005). En 2008, il réalise le clip de The Dø, At Last. Il pratique aussi la photographie.

## Principales chorégraphies
- 1987 : What the Body Does Not Remember
- 1989 : Les Porteuses de mauvaises nouvelles (voir un extrait)
- 1990 : The Weight of a Hand
- 1991 : Immer das selbe gelogen (voir un extrait)
- 1993 : Her Body Doesn't Fit Her Soul
- 1994 : Mountains Made of Barking
- 1995 : Alle Grossen decken sich zu
- 1996 : Bereft of Blissful Union
- 1997 : Seven for a Secret Never to Be Told
- 1999 : In Spite of Wishing and Wanting (voir un extrait)
- 2000 : Inasmuch As Life Is Borrowed
- 2001 : Scratching the Inner Fields
- 2002 : It avec Sidi Larbi Cherkaoui
- 2002 : Blush (voir un extrait)
- 2003 : Sonic Boom
- 2005 : Puur
- 2006 : Spiegel
- 2008 : Menske
- 2009 : NieuZwart (voir un extrait)
- 2010 : Monkey Sandwich
- 2011 : Radical Wrong
- 2011 : Oedipus/bêt noir (voir un extrait)
- 2012 : Booty Looting
- 2013 : Fear Not
- 2013 : Spiritual Unity
- 2014 : Talk to the Demon
- 2015 : Speak Low If You Speak Love...
- 2017 : Mockumentary of a Contemporary Saviour
- 2018 : Ancient Souls New Myths
- 2018 : TrapTown
- 2018 : Go Figure Out Yourself

## Filmographie
- 1990 : Roseland coréalisé avec Walter Verdin
- 1992 : La Mentira coréalisé avec Walter Verdin
- 1993 : Elba et Fédérico (court métrage de 26 min)
- 1994 : Mountains Made of Barking (court métrage de 15 min)
- 1996 : Bereft of a Blissful Union Dust (court métrage de 14 min)
- 1997 : Body, Body on the Wall coréalisé avec Jan Fabre (court métrage de 7 min)
- 1999 : The Last Words (court métrage de 20 min)
- 2000 : Inasmush... (court métrage de 15 min)
- 2001 : Silver (court métrage de 15 min) d'après Seven for a Secret Never To Be Told
- 2002 : In Spite of Wishing and Wanting
- 2005 : Blush
- 2007 : Here After et Sonic Boom
- 2008 : At Last
- 2010 : Monkey Sandwich (voir un extrait)

## Récompenses
- 1988 : Bessie Award pour What the Body Does Not Remember
- 1989 : Bessie Award pour Les Porteuses de mauvaises nouvelles
- 2012 : Prix Keizer Karel pour l'ensemble de son travail[4]